# Dysstroma glacialis
Dysstroma glacialis är en fjärilsart som beskrevs av George Duryea Hulst 1898. Dysstroma glacialis ingår i släktet Dysstroma och familjen mätare. Inga underarter finns listade i Catalogue of Life.